# Porz (Köln)
Porz ist ein Stadtteil im Kölner Südosten, der dem Stadtbezirk Porz den Namen gegeben hat. Er liegt rechtsrheinisch am östlichen Steilufer des Weißer Rheinbogens.

## Lage
Der Stadtteil Porz grenzt im Osten an die Stadtteile Eil, Urbach, und Elsdorf, im Süden an Zündorf, im Westen an den Rhein und im Norden an Gremberghoven, Finkenberg und Ensen. Er erhebt sich an einem charakteristischen Prallhang des Rheines. Auf der gegenüberliegenden westlichen Rheinseite befindet sich am Gleithang der Weißer Bogen bzw. Weiß.

## Geschichte

Ausschnitt Karte Köln und Umgebung Anfang 19. Jahrhundert

Porz wurde erstmals im Jahre 1019 erwähnt. Vermutlich leitet sich der Name entweder von der lateinischen Bezeichnung porta (Tür, Tor) oder portus (Hafen) ab. Schon 1286 verfügte Porz über ein überregionales Gericht. Porz entwickelte sich in den folgenden Jahren zum Verwaltungssitz des Amtes Porz im Herzogtum Berg. Zu diesem gehörten außerdem die rechtsrheinischen Orte Brück, Buchheim, Dünnwald, Eil, Ensen, Flittard, Grengel, Heumar, Langel, Libur, Lind, Merheim, Mülheim am Rhein, Rath, Stammheim, Urbach, Wahn, Westhoven und Zündorf, sowie Bergisch Gladbach, Bensberg, Dürscheid und Immekeppel.
1795 besetzten französische Truppen Porz. In den Jahren darauf gehörte der Ort zur Mairie Wahn im Kanton Mülheim im Arrondissement Mülheim im Département Rhein im Großherzogtum Berg. Porz gehörte ab 1815 zum Königreich Preußen und wurde Teil der Bürgermeisterei Heumar. 1875 wurde der Amtssitz von Heumar nach Porz verlegt. 1910 errichtete man in Porz ein Rathaus für die Bürgermeisterei Heumar, die man 1928 in Amt Porz umbenannte und der 1929 das Amt Wahn angeschlossen wurde. Seit 1932 gehörte das Amt Porz zum Rheinisch-Bergischen Kreis. Im September 1951 erhielt die Gemeinde Porz die Stadtrechte. Mit dem 1. Januar 1975 wurde Porz durch das Köln-Gesetz im Zuge der kommunalen Neugliederung mit einigen anderen Stadtteilen von der Stadt Köln eingemeindet.

## Bevölkerungsstatistik
Struktur der Bevölkerung von Köln-Porz (2021):
- Durchschnittsalter der Bevölkerung: 43,7 Jahre (Kölner Durchschnitt: 42,3 Jahre)
- Ausländeranteil: 23,5 % (Kölner Durchschnitt: 19,3 %)
- Arbeitslosenquote: 10,6 % (Kölner Durchschnitt: 8,6 %)

## Infrastruktur

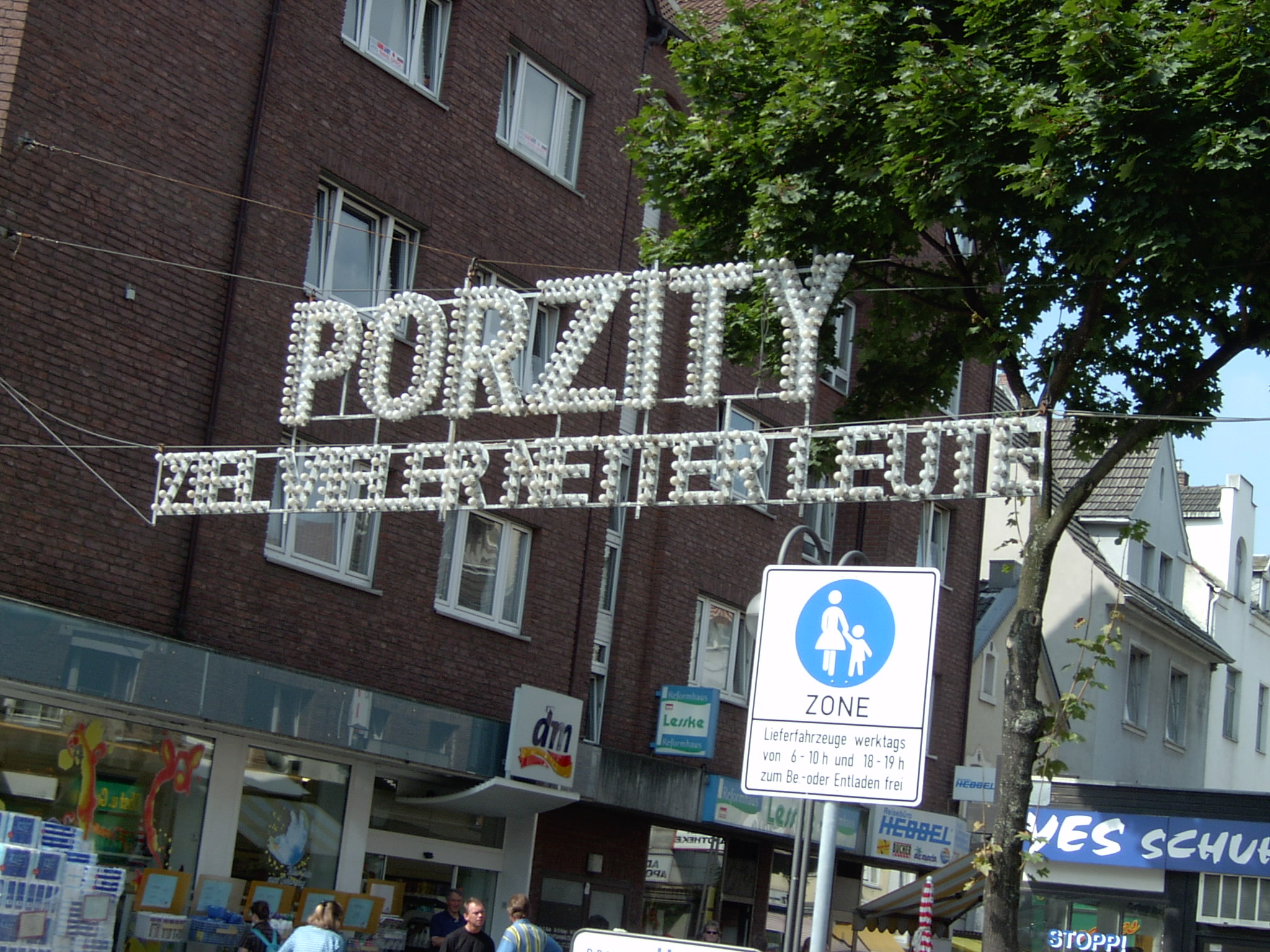
Porzity

Der Stadtteil Porz ist sowohl administratives als auch kulturelles Zentrum des Stadtbezirks Porz: Hier befindet sich zum Beispiel das Rathaus, das Finanzamt, die Agentur für Arbeit, das Krankenhaus Porz am Rhein und eine Fußgängerzone mit Marktplatz und Einkaufsmöglichkeiten. Um ihn besser vom gleichnamigen Stadtbezirk unterscheiden zu können, wird der Stadtteil Porz zum Teil auch Porz-Zentrum genannt. Als Marketingkampagne hatte man zudem den Ausdruck Porzity samt Zusatz Ziel vieler netter Leute geprägt. Ein wichtiger Bestandteil des Zentrums war bis 2009 das Hertie-Kaufhaus. Mit dem Projekt „Neue Porzer Mitte“ sollen wieder Impulse für die weitere Entwicklung entstehen.
Porz ist durch den Regionalbahnhof Porz (Rhein) an das Kölner S-Bahn-Netz angeschlossen, der Haltepunkt Köln Steinstraße befindet sich ebenfalls an der (Linie S 12). S-Bahnen bedienen auch Porz-Wahn. Außerdem halten Regional-Express-Züge der rechten Rheinstrecke (RE 8) und Siegstrecke (RE 9).
| Linie | Verlauf | Takt                                      |
| ----- | --- | ----------------------------------------- |
| S 12  | Horrem – Frechen-Königsdorf – Köln-Weiden West – Köln-Lövenich – Köln-Müngersdorf Technologiepark – Köln-Ehrenfeld – Köln Hansaring – Köln Hbf – Köln Messe/Deutz – Köln Trimbornstraße – Köln Airport Businesspark – Köln Steinstraße – Porz (Rhein) – Porz-Wahn – Spich – Troisdorf – Siegburg/Bonn – Hennef (Sieg) – Hennef Im Siegbogen – Blankenberg (Sieg) – Merten (Sieg) – Eitorf – Herchen – Dattenfeld (Sieg) – Schladern (Sieg) – Rosbach (Sieg) – Au (Sieg) Stand: Fahrplanwechsel Dezember 2023                                                                        | 20 min (Horrem–Hennef) 60 min (Hennef–Au) |
| RE 8  | Rhein-Erft-Express: (Mönchengladbach Hbf – Rheydt Hbf – Rheydt-Odenkirchen – Hochneukirch – Jüchen – Grevenbroich –)* Rommerskirchen – Stommeln – Pulheim – Köln-Ehrenfeld – Köln Hbf – Köln Messe/Deutz – Porz (Rhein) – Troisdorf – Friedrich-Wilhelms-Hütte – Menden (Rheinl) – Bonn-Beuel – Bonn-Oberkassel – Niederdollendorf – Königswinter – Rhöndorf – Bad Honnef (Rhein) – Unkel – Linz (Rhein) – Bad Hönningen – Rheinbrohl – Neuwied – Urmitz Rheinbrücke – Koblenz-Lützel – Koblenz Stadtmitte – Koblenz Hbf * nur werktags Stand: Fahrplanwechsel Dezember 2023        | 60 min                                    |
| RE 9  | Rhein-Sieg-Express: Aachen Hbf – Aachen-Rothe Erde – Stolberg (Rheinl) Hbf – Eschweiler Hbf – Langerwehe – Düren – Horrem – Köln-Ehrenfeld – Köln Hbf – Köln Messe/Deutz – Porz (Rhein) – Troisdorf – Siegburg/Bonn – Hennef (Sieg) – Eitorf – Herchen – (Dattenfeld –)* Schladern (Sieg) – (Rosbach (Windeck) –)* Au (Sieg) – (Etzbach –)* Wissen (Sieg) – (Niederhövels – Scheuerfeld (Sieg) –)* Betzdorf (Sieg) – Kirchen – Brachbach (– Niederschelden – Eiserfeld (Sieg))* – Siegen Hbf * Halt einzelner Züge im Nacht- und Berufsverkehr Stand: Fahrplanwechsel Dezember 2023 | 60 min                                    |

## Sehenswürdigkeiten

### Germaniasiedlung

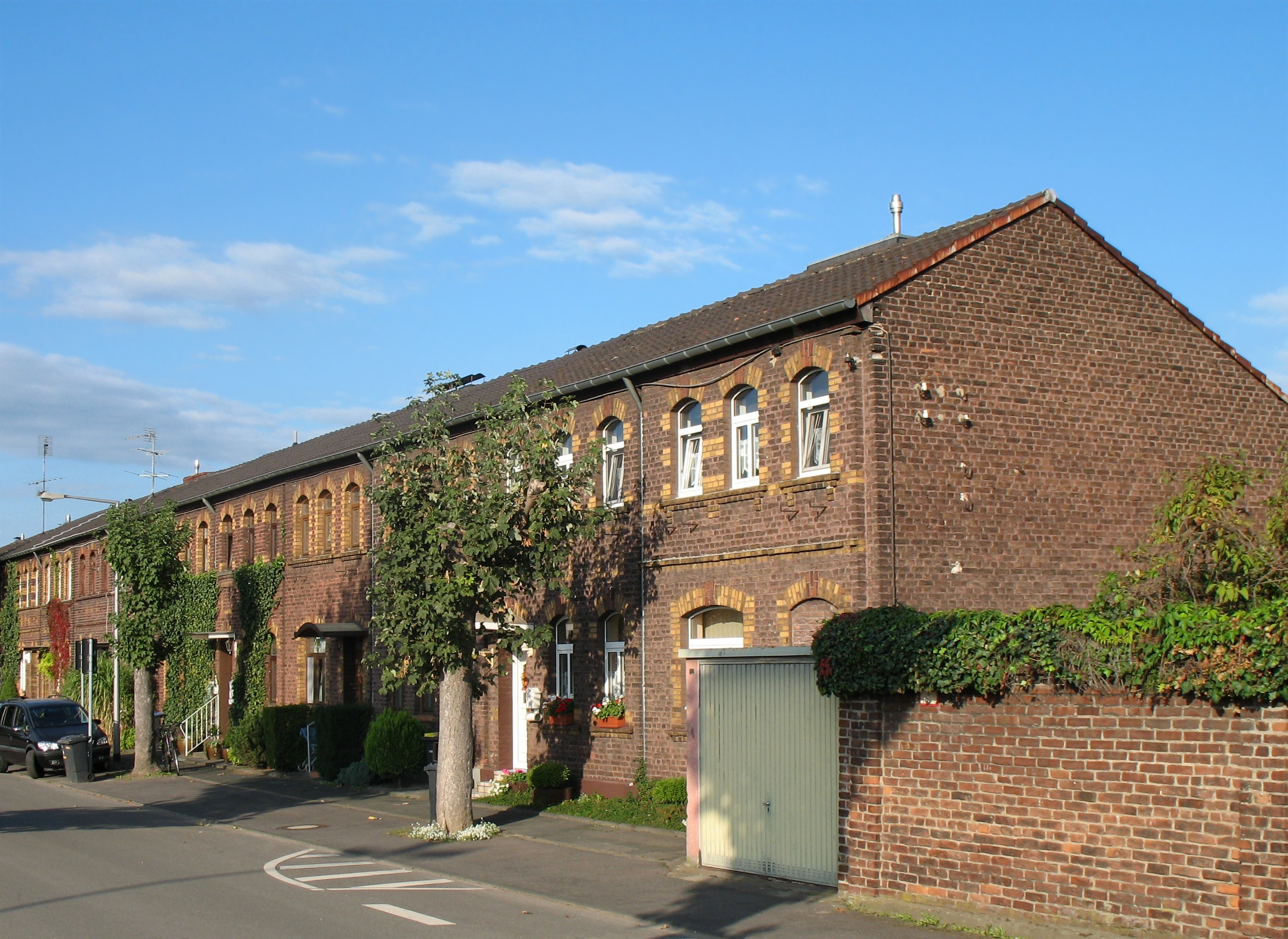
Arbeiterhäuser in der Germania-Siedlung.

Die nahezu vollständig erhaltene Germania-Siedlung wurde von 1899 bis 1903 angelegt. Sie besteht aus einer Direktorenvilla mit Park (Concordiaplatz), Meisterhäusern (Germaniastraße) sowie Angestellten- und Arbeiterhäusern (Glasstraße) für die Belegschaft der früheren Germania-Spiegelglaswerke. Anlage und Architektur der Häuser spiegeln die damalige soziale Hierarchie der Bewohner wider: Je höher der Status, desto größer waren ihre Häuser und desto näher wohnten sie an der Fabrik. Die Siedlung steht unter Denkmalschutz.

## Sport
Die Schachgemeinschaft Porz e. V. (SG Porz) ist ein Schachverein aus Porz, der viele Jahre lang in der deutschen Schachbundesliga spielte und neunmal die Meisterschaft gewann. Seit 2007 spielt die 1. Mannschaft in der 2. Bundesliga.

## Ehrenbürger
- Wilhelm Warsch (1895–1969), Regierungspräsident, seit dem 12. Dezember 1951

## Bilder aus dem Stadtteil

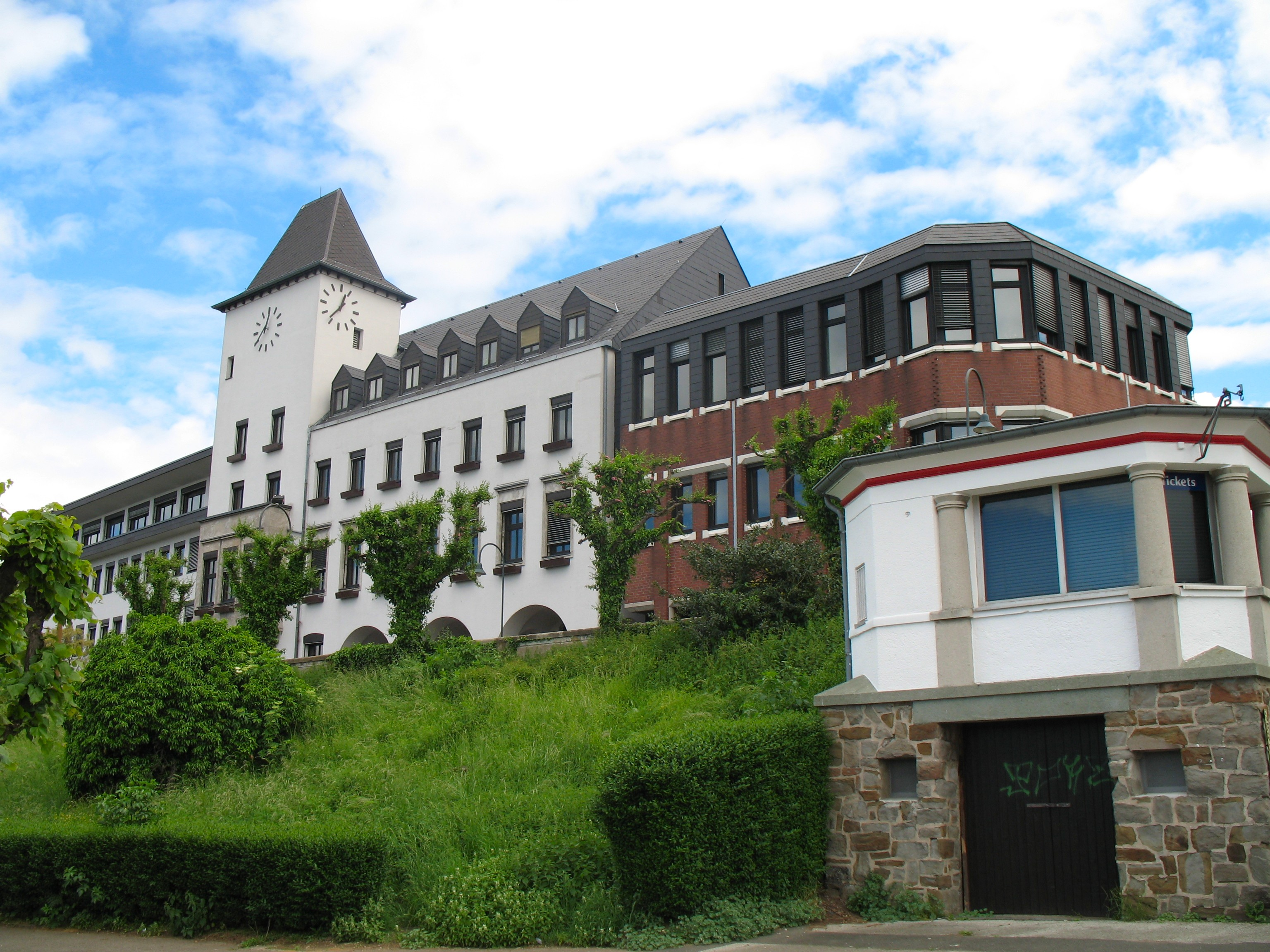
Porzer Rathaus
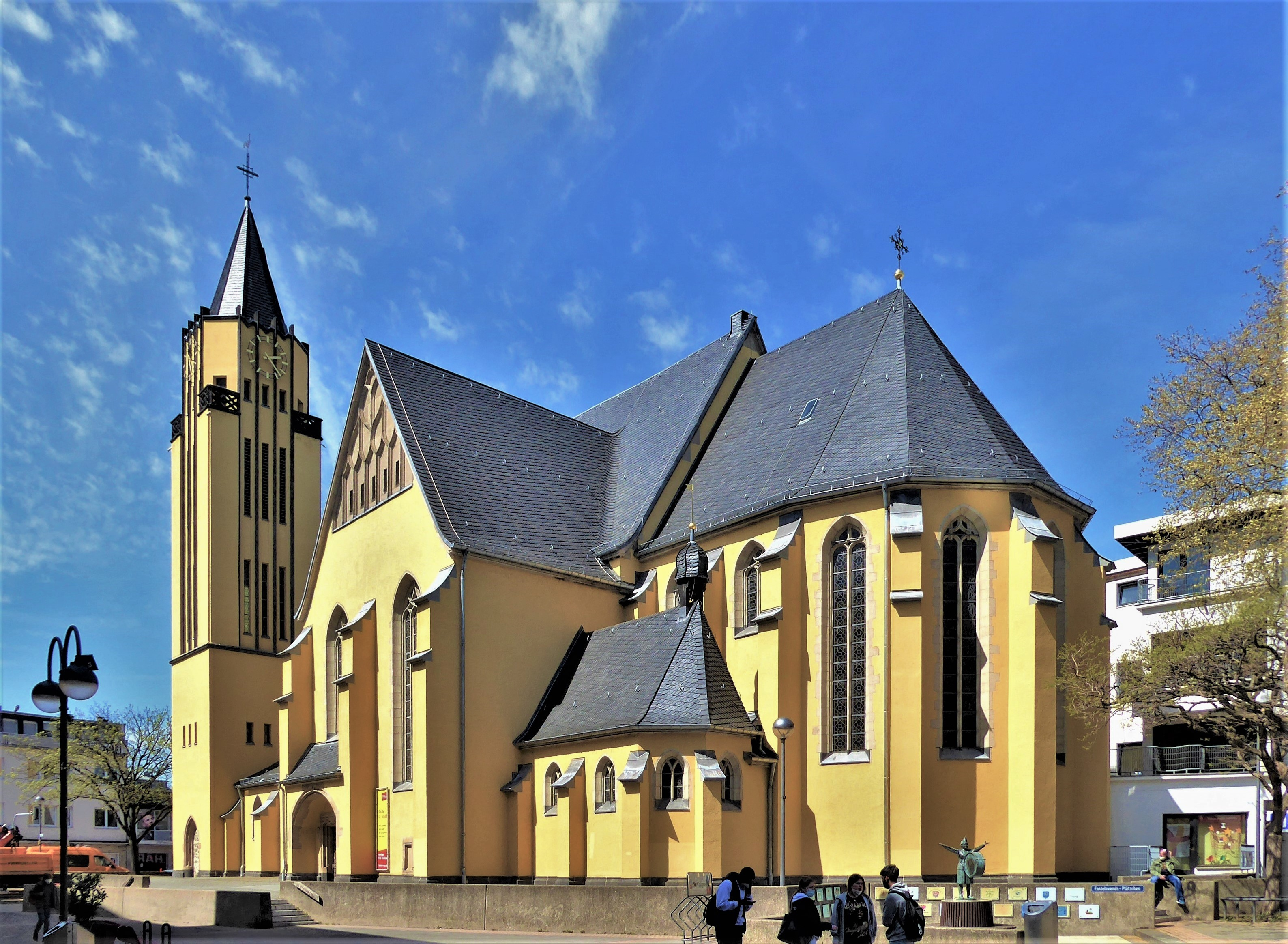
Kirche St. Joseph
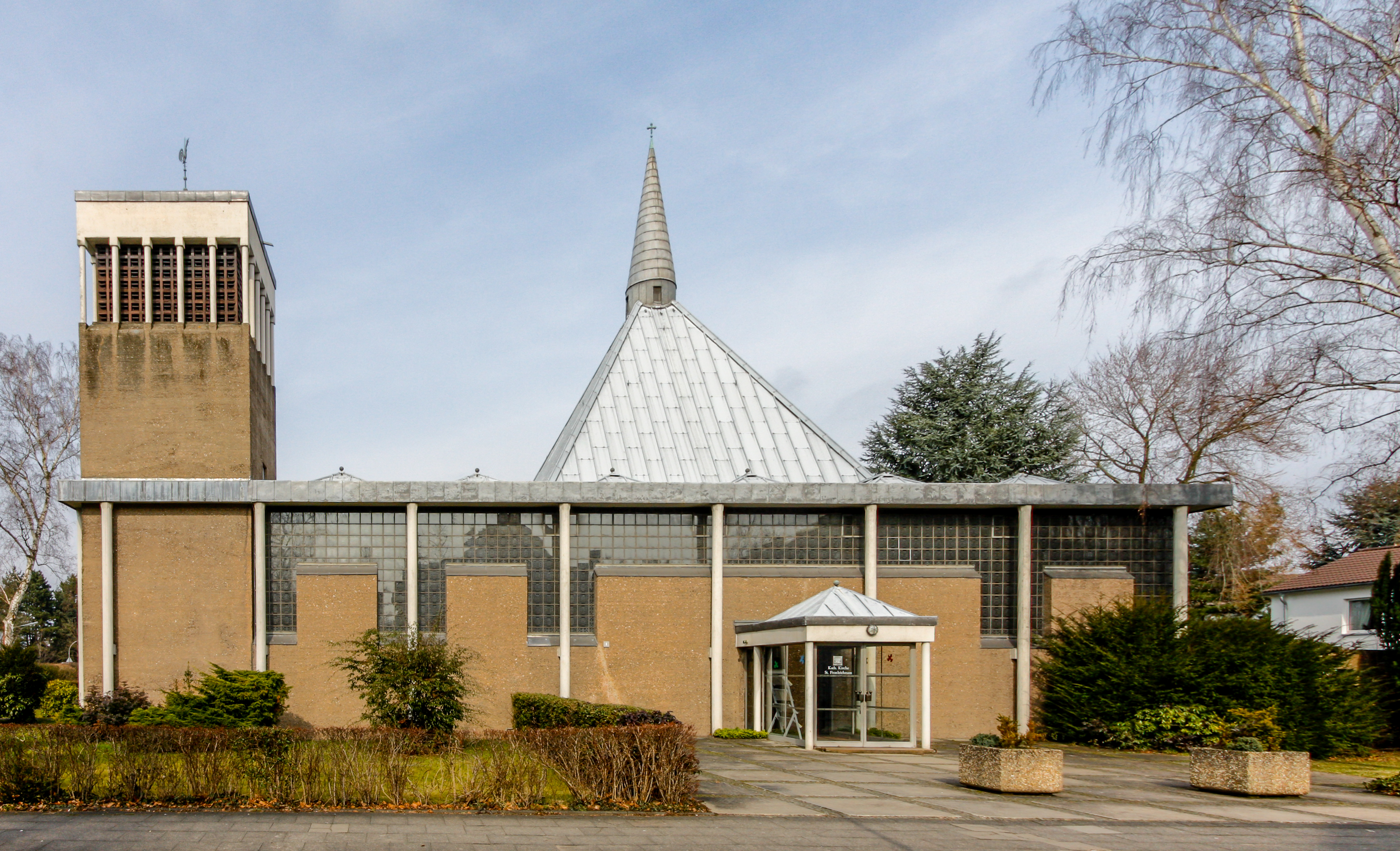
St.-Fronleichnam-Kirche (Gottfried Böhm)
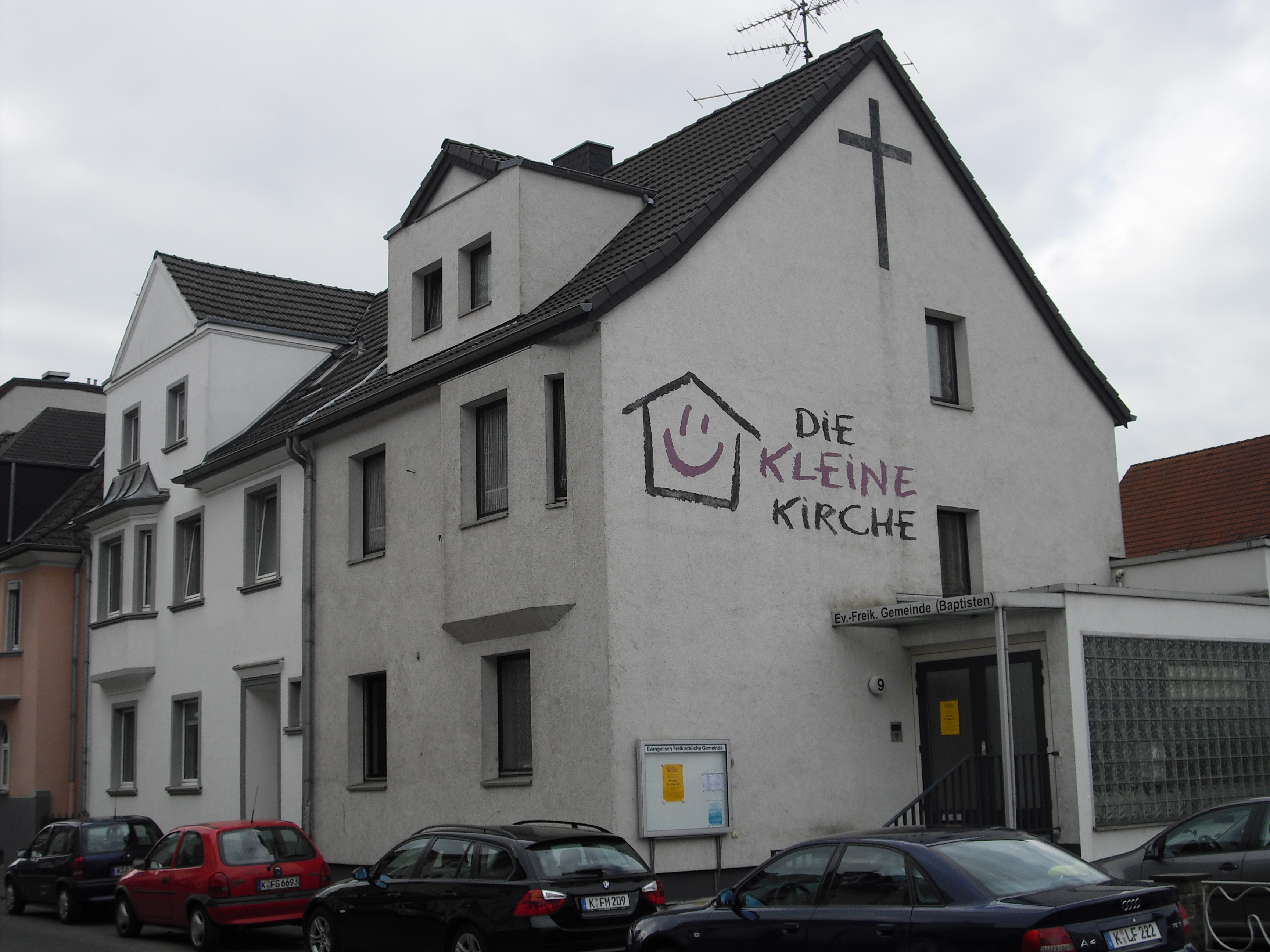
Kleine Kirche Köln-Porz (Baptistengemeinde)